# Six (альбом)
Six — шестой студийный альбом американской рок-группы Extreme, выход которого запланирован на июнь 2023 года. Это первый альбом Extreme после 15-летнего перерыва.

## История создания
Группа объявила о работе над пластинкой в мае 2015 года. К сентябрю 2016 года, по словам гитариста группы Нуно Беттанкура, в проекте находилось около 17 композиций; однако озвученные им планы по выпуску альбома в 2017 году не претворились в жизнь, и о судьбе пластинки не было известно до 2022 года, когда Чероне подтвердил «медленный прогресс» в студии. За это время группа выпустила DVD «Pornograffitti Live 25: Metal Meltdown», принимала участие в KISS Kruise VII и гастролировала по Австралии и странам Юго-Восточной Азии.
Начиная с 17 февраля 2023 года, в течение 11 дней Extreme публиковали тизеры к альбому. 1 марта вышел сингл и видеоклип «Rise», повествующий «о приходе к славе и последующем низвержении», а также анонс альбома Six, запланированного на 9 июня 2023 года. 19 апреля на Youtube-канале группы были выложены видеоклипы к «Banshee» и «#Rebel». «Banshee» посвящена «троллям в сети, которые не умеют подтверждать свои слова».

«Что бы вы ни думали об альбоме Extreme после двух или даже трёх песен, это будет ошибкой. Это касается каждой пластинки, которую мы делали. Фанаты Extreme знают, что всегда нужно „ожидать неожиданностей“. <…> Six, безусловно, современен, но вы можете надеть наушники и отправиться в путешествие сверху донизу. Это как ‘Extreme 2.0’».— Нуно Беттанкур
31 мая вышел сингл и видео на «Other Side of the Rainbow», представляющее собой, по словам вокалиста Гэри Чероне, «общечеловеческую тему о восстановлении чьей-то веры в любовь».

## Отзывы критиков
| Оценки критиков       | Оценки критиков |
| Источник              | Оценка          |
| --------------------- | --------------- |
| Blabbermouth.net      | 8/10            |
| Classic Rock          | [ 15 ]          |
| Ultimate Classic Rock | положительн.    |

## Список композиций
| №                   | Название                    | Автор(ы)                                                | Длительность |
| ------------------- | --------------------------- | ------------------------------------------------------- | ------------ |
| 1.                  | «Rise»                      | Гэри Чероне Джордан Феррейра Нуно Беттанкур             | 4:35         |
| 2.                  | «#Rebel»                    | Чероне Феррейра Мэттью Джеймс Макгуайер-Денис Беттанкур | 4:23         |
| 3.                  | «Banshee»                   | Чероне Беттанкур Пэт Бэджер                             | 3:34         |
| 4.                  | «Other Side of the Rainbow» | Чероне Беттанкур                                        | 4:11         |
| 5.                  | «Small Town Beautiful»      | Брайан Мейер Чероне Беттанкур                           | 4:27         |
| 6.                  | «The Mask»                  | Энди Хили Беттанкур                                     | 4:13         |
| 7.                  | «Thicker Than Blood»        | Чероне Кевин Энтьюнс Беттанкур                          | 3:46         |
| 8.                  | «Save Me»                   | Чероне Феррейра Беттанкур                               | 4:51         |
| 9.                  | «Hurricane»                 | Эрик Уорфилд Беттанкур                                  | 3:31         |
| 10.                 | «X Out»                     | Уорфилд Чероне Феррейра Беттанкур                       | 5:50         |
| 11.                 | «Beautiful Girls»           | Карл Рестиво Чероне Дж. Плотски Беттанкур               | 4:04         |
| 12.                 | «Here's to the Losers»      | Чероне Беттанкур                                        | 5:05         |
| Общая длительность: | Общая длительность:         | Общая длительность:                                     | 52:35        |

## Видеоклипы
| Год  | Название                    |
| ---- | --------------------------- |
| 2023 | «Rise»                      |
| 2023 | «#Rebel»                    |
| 2023 | «Banshee»                   |
| 2023 | «Other Side of the Rainbow» |

## Позиции в чартах
| Чарты (2023)                                  | Наивысшая позиция |
| --------------------------------------------- | ----------------- |
| Австралия (ARIA)                              | 32                |
| Австрия (Ö3 Austria)                          | 6                 |
| Бельгия/Валлония (Ultratop)                   | 31                |
| Бельгия/Фландрия (Ultratop)                   | 49                |
| Великобритания (UK Albums Chart)              | 22                |
| Великобритания (UK Independent Albums Chart)  | 4                 |
| Великобритания (UK Rock & Metal Albums Chart) | 2                 |
| Венгрия (MAHASZ)                              | 10                |
| Германия (Offizielle Top 100)                 | 8                 |
| Испания (PROMUSICAE)                          | 36                |
| Италия (FIMI)                                 | 71                |
| Нидерланды (Album Top 100)                    | 46                |
| США Billboard 200                             | 67                |
| Финляндия (Suomen virallinen lista)           | 49                |
| Франция (SNEP)                                | 46                |
| Швейцария (Schweizer Hitparade)               | 4                 |
| Шотландия (Scottish Albums Chart)             | 8                 |
| Япония (Oricon)                               | 12                |
| Япония Digital Albums (Oricon)                | 3                 |
| Япония Hot Albums (Billboard Japan)           | 9                 |

## Участники записи
- Гэри Чероне — вокал
- Нуно Беттанкур — гитары, бэк-вокал
- Пэт Бэджер — бас-гитара, бэк-вокал
- Кевин Фигьюридо — ударные, перкуссия